# Toulougou-Yarcé
Ne doit pas être confondu avec Toulougou-Kanrin ou Toulougou-Nakomsé.
Toulougou-Yarcé est une localité située dans le département de Koupéla de la province du Kouritenga dans la région Centre-Est au Burkina Faso. 

## Géographie
Lors du recensement de 2006, on y a dénombré 292 habitants. Comme son nom l'indique, ce sont des Yarsé.

## Éducation et santé
Le village possède une école sous paillote.